# Amnesty International

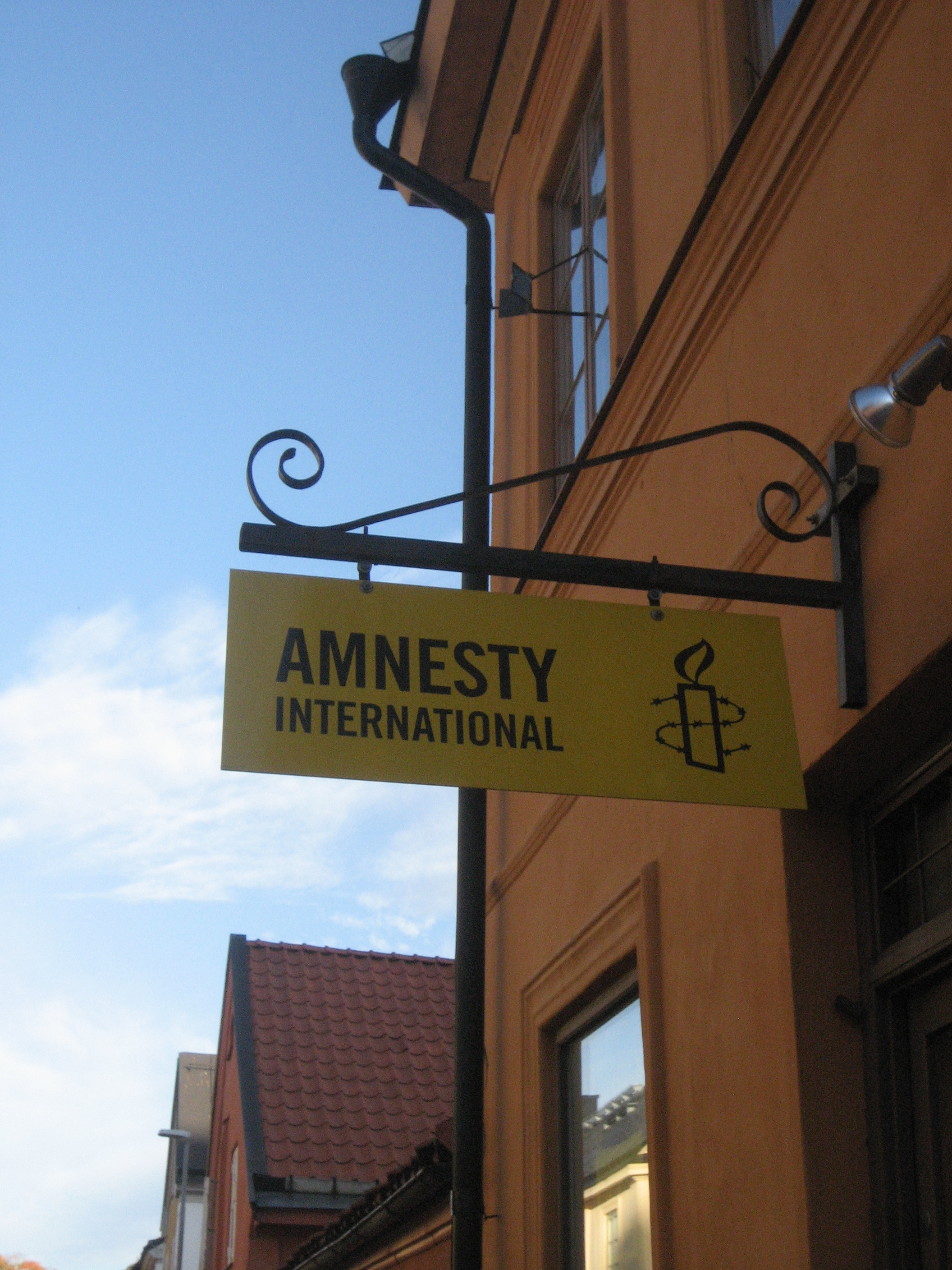
Amnesty International i Uppsala

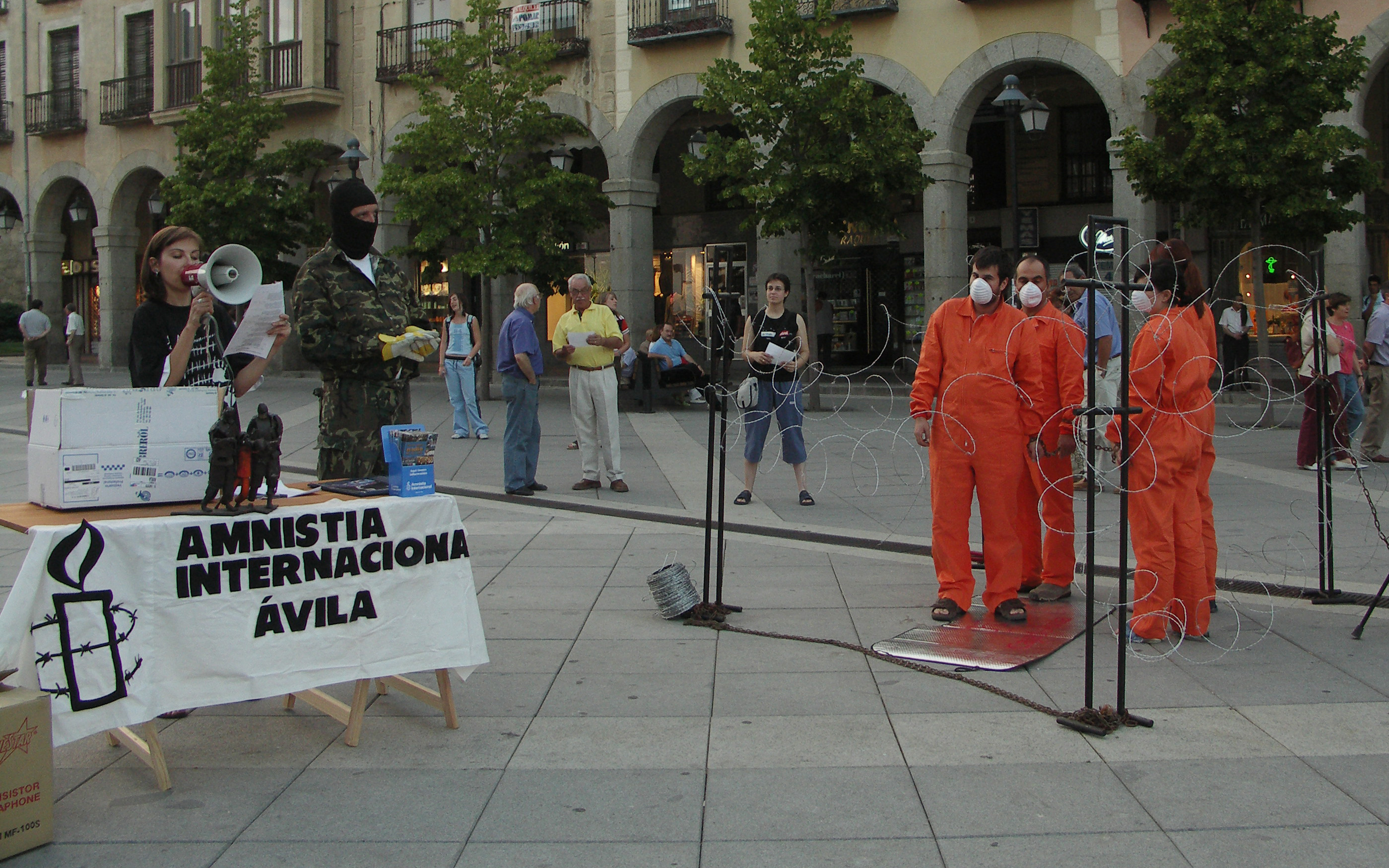
Medlemmar i Amnesty International demonstrerar mot Guantánamobasen.

Amnesty International (känd som Amnesty eller AI) är en internationell människorättsorganisation, en ideell organisation som verkar för mänskliga rättigheter. Arbetet bygger på FN:s allmänna förklaring om de mänskliga rättigheterna från 10 december 1948, samt konventioner gällande mänskliga rättigheter. Den 28 maj 2011 firade Amnesty 50 år, eftersom det den dagen år 1961 publicerades en artikel i The Observer som var startskottet för kampen för mänskliga rättigheter. Amnestys mål är en värld där varje människa åtnjuter alla de rättigheter som ingår i förklaringen. Tidigare arbetade Amnesty enbart med politiska och medborgerliga rättigheter, men åtagandet har successivt utvidgats till att idag också omfatta grova kränkningar av ekonomiska, sociala och kulturella rättigheter. Amnesty är partipolitiskt och religiöst oberoende.

## Amnestys historia

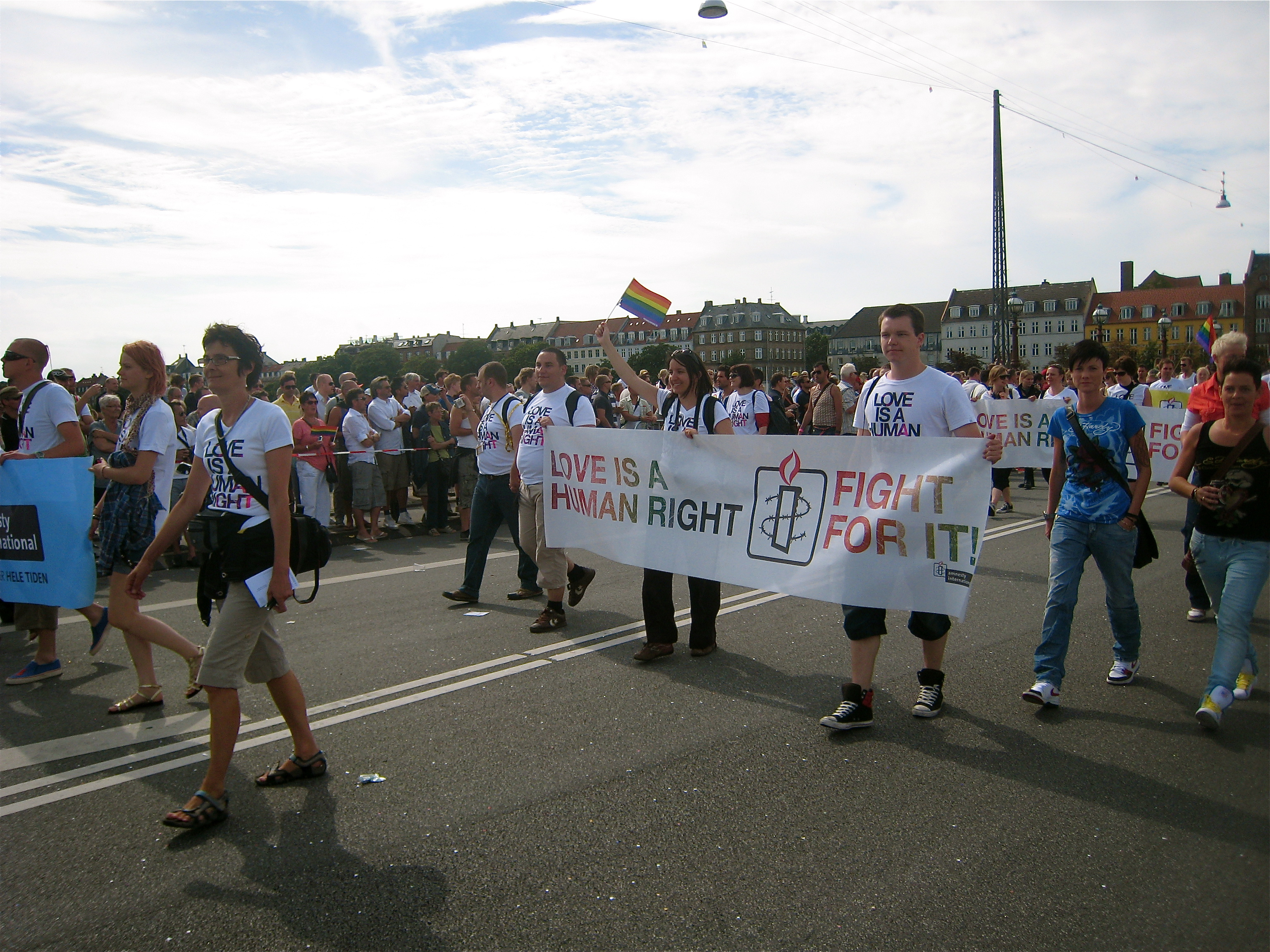
Amnesty deltog i prideparaden i Köpenhamn 2009 under mottot Love is a Human Right (kärlek är en mänsklig rättighet).

Organisationen grundades 1961 av den engelske advokaten Peter Benenson, efter att han hade läst en artikel om två portugisiska studenter som hade gripits och dömts till sju års fängelse för att ha skålat för friheten. Han startade en kampanj för att uppmärksamma de människor som hölls fängslade enbart på grund av sina politiska åsikter. Dessa fångar fick namnet samvetsfångar. Som symbol valde Peter Benenson ett tänt ljus omlindat av taggtråd, vilket än idag är Amnestys officiella symbol. Artikeln "The Forgotten Prisoners" som publicerades i The Observer den 28 maj 1961 blev startskottet för kampanjen, som inom ett år hade spritt sig till en rad andra länder. För sitt arbete mottog organisationen Nobels fredspris 1977.
Den svenska sektionen av Amnesty International startades 1964 av Hans-Göran Franck och Per Wästberg, med Hans-Göran Franck som första ordförande.
Sedan dess har Amnestys arbete utvecklats och förändrats. Inriktningen har breddats från att enbart arbeta med de medborgerliga och politiska rättigheterna till att också omfatta frågor som rör de ekonomiska, sociala och kulturella rättigheterna.

### Generalsekreterare
| Generalsekreterare | År        | Nationalitet   |
| ------------------ | --------- | -------------- |
| Peter Benenson     | 1961–1966 | Storbritannien |
| Eric Baker         | 1966–1968 | Storbritannien |
| Martin Ennals      | 1968–1980 | Storbritannien |
| Thomas Hammarberg  | 1980–1986 | Sverige        |
| Ian Martin         | 1986–1992 | Storbritannien |
| Pierre Sané        | 1992–2001 | Senegal        |
| Irene Khan         | 2001–2010 | Bangladesh     |
| Salil Shetty       | 2010–2018 | Indien         |
| Kumi Naidoo        | 2018–2020 | Sydafrika      |
| Agnès Callamard    | 2021–     | Frankrike      |

## Amnestys åtagande
Arbetet fokuseras på allvarliga kränkningar av:
- Rätten till fysisk och psykisk integritet
- Rätten till åsikts- och yttrandefrihet
- Rätten att inte bli diskriminerad

Exempel på viktiga arbetsområden som Amnesty verkar för att motverka är tortyr och dödsstraff, diskriminering på grund av etnisk härkomst eller sexuell läggning, könsidentitet och fängslade samvetsfångar. Amnesty arbetar även för kvinnors rättigheter.

## Organisation och personer
Merparten av utredningsarbetet sker på huvudkontoret, det Internationella Sekretariatet (AIS), i London. Merparten av kampanj- och informationsarbetet sker på gräsrotsnivå i de nationella sektionerna. Amnesty har totalt över tre miljoner medlemmar och regelbundna bidragsgivare i mer än 150 länder, och över 8 000 lokala arbetsgrupper och ungdomsgrupper. Utöver dessa grupper finns landssamordningar, specialgrupper och nätverk.
Det högsta beslutande organet är General Assembly (GA) som samlas varje år. 
GA beslutar bland annat om hur Amnestys åtagande ska se ut och väljer en internationell styrelse (IB).
Amnesty Internationals generalsekreterare är Agnès Callamard från Frankrike som tillträdde som ny generalsekreterare år 2021.

### Svenska Amnesty
2020 hade svenska Amnesty runt 100 000 medlemmar och givare och cirka 200 lokala arbetsgrupper varav cirka 35 ungdomsgrupper. En del av dessa är specialiserade, till exempel på företags kränkningar av mänskliga rättigheter (Amnesty Business Group), dödsstraffet (Aktionsgruppen mot Dödsstraff) eller kränkningar i Turkiet. Det finns 18 Amnestydistrikt fördelade över landet.
På sekretariatet i Stockholm samt distriktskontoren i Göteborg och Malmö arbetar cirka 60 anställda samt ett antal frivilliga och praktikanter. Sekretariatet leds av en generalsekreterare.
Årsmötet, som hålls varje år och där alla medlemmar får delta, är sektionens högsta beslutande organ. Till årsmötets uppgifter hör bland annat att utse styrelse och behandla inkomna motioner. Ordförande för den svenska sektionen är sedan hösten 2020 Parul Sharma.
I Sverige har man även en verksamhet för flyktingar och migranters rättigheter som till stor del arbetar med att bistå flyktingar, migranter, ombud, myndigheter och andra som arbetar med frågorna.

#### Ordförande för svenska Amnesty
- 1964–1970 Hans Göran Franck
- 1970–1974 Thomas Hammarberg
- 1974–1978 Bo Lindblom
- 1978–1980 Karl-Axel Elmquist
- 1980–1982 Ivar Asp
- 1982–1986 Ulla Birgegård
- 1986–1990 Roland Kadefors
- 1990–1993 Magnus Breidne
- 1993–1996 Christine Pamp
- 1996–1998 Charlotta Nordenberg
- 1998–2000 Jesús Alcalá
- 2000–2003 Hanna Roberts
- 2003–2004 Christian Gräslund
- 2004–2007 Christine Pamp
- 2007–2011 Anna Nilsdotter
- 2011–2015 Sofia Halth
- 2015–2018 Tora Törnquist
- 2018–2020 Amanda Jackson
- 2020– Parul Sharma

#### Generalsekreterare för svenska Amnesty
- 1986–1997 Anita Klum
- 1998–1998 Ann-Marie Orler
- 1999–2007 Carl Söderbergh
- 2007– 2014 Lise Bergh
- 2014–2020 Anna Lindenfors
- 2020-2022 Anna Johansson (tillförordnad)
- 2022- ... Anna Johansson

## Priser och utmärkelser
- Nobels fredspris 1977
- FN:s pris för mänskliga rättigheter 1978
- Olof Palmepriset 1991

## Kontroverser
I augusti 2022 hamnade Amnesty i blåsväder efter att ha släppt en rapport om Rysslands invasion av Ukraina. Detta för att Amnesty lade viss skuld för attacker mot den ukrainska civilbefolkningen på Ukraina själva, för att Ukraina uppgavs ha bland annat "upprättat vapensystem i befolkade bostadsområden". Ukrainas president Volodymyr Zelenskyj kallade Amnestys uttalande för att försöka ”skifta ansvaret från angriparen till offret", och i samband med att det publicerades lämnade bland Sveriges Amnestyavdelnings grundare Per Wästberg organisationen i protest.
I augusti 2015 hamnade Amnesty även i kontrovers för att en högt uppsatt i organisationen hade kontakter bland islamistiska rörelser, enligt källor till The Times. De röstade även samma år emot ett förslag om att kampanja emot antisemitism i Storbritannien. Organisationen har många gånger hamnat i kontrovers för att både vara "anti västerländsk" och "pro västerländsk".
Amnesty tog även bort Alexei Navalnys status som samvetsfånge, vilket orsakade kontroverser. Detta var ett beslut som de sedan ändrade igen efter kritik. 